# Посрами дьявола
«Посрами дьявола» (иногда переводится как «Победить дьявола») (англ. Beat the Devil) — англо-американо-итальянский комедийный приключенческий фильм 1953 года. По одноимённой книге Клода Коберна (Джеймса Хельвика). Находится в общественном достоянии в США.

## Сюжет
Пятеро незнакомых друг с другом пронырливых молодцов (Данрейтер, О'Хара, Петерсон, Росс и Равелло) отправляются из Италии в Кению, чтобы первыми выкупить земли, богатые, по их мнению, урановой рудой. Не добравшись до цели, их старенький пароход «Нъянга» взрывается, спасаются лишь жулики и две дамы. Дальше героев берут в плен арабы, арестовывает итальянская полиция, но в итоге все переживания оказываются напрасными, так как вожделенные земли уже выкуплены мужем одной из путешественниц (Челм).

## В ролях
- Хамфри Богарт — Билли Данрейтер
- Дженнифер Джонс — миссис Гвендолен Челм
- Джина Лоллобриджида — Мария Данрейтер
- Роберт Морли — Петерсон
- Петер Лорре — Джулиус О’Хара
- Бернард Ли — полицейский Джек Клейтон
- Эдвард Андердаун (англ.) — Гарри Челм
- Айвор Бэрнэрд (англ.) — майор Джек Росс
- Марко Тулли — Равелло
- Марио Перроне — судовой казначей «Нъянги»
- Джулио Доннини — управляющий
- Саро Урци — капитан «Нъянги»
- Альдо Сильвани — Чарльз, управляющий ресторана
- Хуан де Ланда — водитель

## Факты
- Сценарий к фильму начинал писать Клод Коберн, автор одноимённого романа, под псевдонимом Джеймс Хельвик. Однако затем он или покинул проект, или был уволен, и его заменил Трумен Капоте, который, предложил сделать фильм ироническим вариантом «Мальтийского сокола» (1941) того же Джона Хьюстона, с теми же Хамфри Богартом и Петером Лорре в главных ролях[2][3].
- Во время съёмок Хамфри Богарт попал в автокатастрофу, в которой лишился нескольких зубов, из-за чего не мог говорить в течение некоторого времени. Тогда режиссёр нанял некоего актера озвучить несколько реплик за Богарта. В фильме эта подмена практически незаметна, а кто был тем актером, так и осталось неизвестным. Одно из предположений — Питер Селлерс, тогда только начинавший карьеру в кино[2][3].
- Полицейский Джек Клейтон, которого сыграл Бернард Ли, получил своё имя в честь сопродюсера Джека Клейтона, который вскоре стал известным режиссёром[2][3].
- Известный композитор и поэт Стивен Сондхайм был членом съёмочной группы — «мальчик с хлопушкой»[3].
- Ныне этот фильм считается классикой кино, а в 1950-х он провалился в прокате. Хамфри Богарт, негласный сопродюсер ленты, потерял на нём собственные деньги[2].

## Премьерный показ в разных странах
- Великобритания — 24 ноября 1953 (только в Лондоне)
- Италия — 17 декабря 1953
- США — 12 марта 1954 (только в Нью-Йорке)
- Япония — 24 марта 1954
- Франция — 13 августа 1954
- Западная Германия — 3 декабря 1954 (широкий экран); 7 декабря 1977 (показ по ТВ)
- Швеция — 31 января 1955
- Дания — 7 марта 1955
- Турция — апрель 1955
- Финляндия — 8 апреля 1955
- Австрия — июль 1955
- Португалия — 2 мая 1956 (широкий экран); 7 сентября 2009 (Cinemateca Portuguesa)